# Lee Strobel
Lee Patrick Strobel (ur. 25 stycznia 1952) – amerykański pastor i pisarz, były dziennikarz. Uważany jest za jednego z najbardziej znanych współczesnych apologetów chrześcijańskich. Jest autorem ponad 20 książek i najlepiej sprzedającym się autorem New York Timesa.

## Biografia
Uzyskał licencjat z dziennikarstwa na University of Missouri i tytuł magistra nauk prawnych na Yale Law School. Przez 14 lat był dziennikarzem do spraw prawniczych i sądowych w gazecie „Chicago Tribune”. Za swoją pracę był wielokrotnie nagradzany, między innymi został uhonorowany przez United Press International najbardziej zaszczytnym odznaczeniem stanu Illinois, zarówno za reportaże z prac badawczych, jak i za pracę dziennikarską w służbie publicznej. Prowadził wykłady z prawa konstytucyjnego na Uniwersytecie Roosevelta. 
W 1981 roku został chrześcijaninem, a swoją drogę od ateizmu do wiary udokumentował książkami „Dochodzenie w sprawie Stwórcy” i „Sprawa Chrystusa”. Pracował także jako pastor i kaznodzieja w dwóch dużych kościołach amerykańskich: Willow Creek Community Church na przedmieściach Chicago i Saddleback Valley Community Church, w Lake Forest, w Kalifornii. W 2002 roku zrezygnował z funkcji pastora, aby skoncentrować się na twórczości literackiej.  
Jest żonaty z Leslie. Ich córka – Alison – jest powieściopisarką i ekspertką w zakresie edukacji domowej; ich syn – Kyle – jest profesorem teologii duchowości w Talbot School of Theology na Biola University..

## Wybrane książki
- God's Outrageous Claims, ISBN 0-310-26612-2 (Zondervan. 1998).
- The Case for Christ (Sprawa Chrystusa, 2009), ISBN 0-310-22605-8 (Zondervan. 1998).
- The Case for Faith: A Journalist Investigates the Toughest Objections to Christianity, ISBN 0-310-22015-7 (Zondervan. 2000).
- The Case for Easter: A Journalist Investigates the Evidence for the Resurrection, ISBN 0-310-25475-2 (Zondervan. 2004).
- The Case for Christmas: A Journalist Investigates the Identity of the Child in the Manger, ISBN 0-310-25476-0 (Zondervan. 2005).
- The Case for a Creator: A Journalist Investigates Scientific Evidence That Points Toward God (Dochodzenie w sprawie Stwórcy, 2006),  ISBN 0-310-26386-7 (Zondervan. 2004).
- The Case for the Real Jesus, ISBN 0-310-24210-X (Zondervan. 2007).
- The Ambition: A Novel, ISBN 0-310-29267-0 (Zondervan. 2011).
- The Case for Christianity Answer Book, ISBN 0-310-33955-3 (Zondervan. 2014).
- The Case for Hope: Looking Ahead with Courage and Confidence, ISBN 0-310-33957-X (Zondervan. 2015).
- The Case for Grace: A Journalist Explores the Evidence of Transformed Lives, ISBN 0-310-25923-1 (Zondervan. 2015).
- The Case for Miracles: A Journalist Investigates Evidence for the Supernatural, ISBN 0-310-25918-5 (Zondervan. 2018).